# Карло Паалам
Карло Паалам (нар. 16 липня 1998) — філіппінський боксер, срібний призер Олімпійських ігор 2020 року, чемпіон Азії та Ігор Південно-Східної Азії.

## Любительська кар'єра
Азійські ігри 2018
- 1/8 фіналу: Переміг Ту По Вей (Китайський Тайбей) — 5-0
- 1/4 фіналу: Переміг Теміртаса Жусупова (Казахстан) — 4-1
- 1/2 фіналу: Програв Аміту Пангалу (Індія) — 1-4

Чемпіонат світу 2019
- 1/16 фіналу: Переміг Іштвана Сака (Угорщина) — 5-0
- 1/8 фіналу: Переміг Джо Се Гйона (Південна Корея) — 5-0
- 1/4 фіналу: Програв Аміту Пангалу (Індія) — 1-4

Олімпійські ігри 2020
- 1/16 фіналу: Переміг Брендана Ірвіна (Ірландія) — 4-1
- 1/8 фіналу: Переміг Мохамеда Фліссі (Алжир) — 5-0
- 1/4 фіналу: Переміг Шахобідіна Зоїрова (Узбекистан) — 4-0
- 1/2 фіналу: Переміг Ріомея Танаку (Японія) — 5-0
- Фінал: Програв Галалу Яфаю (Велика Британія) — 1-4

На чемпіонаті Азії 2022 став чемпіоном, здолавши у фіналі Махмуда Сабирхана (Казахстан).
На Азійських іграх 2022, що через пандемію коронавірусної хвороби пройшли 2023 року, переміг Мохаммада Абу Джадже (Йорданія) і Мунарбека Сеїтбек Уулу (Киргизстан) та програв у чвертьфіналі Абдумаліку Халокову (Узбекистан).
На Олімпійських іграх 2024 переміг Джуд Галлахер (Ірландія) і програв Чарлі Сеньйору (Австралія).